# Tuần hành tử thần (Holocaust)

Tù nhân trại tập trung Dachau trong một cuộc tuần hành tử thần, được Benno Gantner chụp vào ngày 28 tháng 4 năm 1945 từ ban công của ông ở Percha trong khu vực Starnberg của Đức. Các tù nhân đang đi theo hướng tới Wolfratshausen.

Tuần hành tử thần (tiếng Đức:Todesmärsche) đề cập đến sự di chuyển cưỡng bức tù nhân của Đức Quốc xã vào cuối Thế chiến II và Holocaust. Các cuộc tuần hành diễn ra chủ yếu vào giữa mùa hè/mùa thu năm 1944 và tháng 5 năm 1945, khi hàng trăm ngàn tù nhân, chủ yếu là người Do Thái, từ các trại tập trung của Đức gần mặt trận phía Đông đã được chuyển đến các trại bên trong nước Đức cách xa lực lượng Đồng Minh. Mục đích của các cuộc tuần hành là cho phép người Đức sử dụng tù nhân làm lao động nô lệ, xóa bỏ bằng chứng tội ác chống lại loài người và giữ quyền kiểm soát tù nhân trong trường hợp họ có thể được sử dụng để mặc cả với quân Đồng Minh.
Đã ốm sau nhiều tháng hoặc nhiều năm chịu bạo lực và nạn đói, tù nhân đã diễu hành hàng chục dặm trong tuyết đến nhà ga xe lửa; được vận chuyển trong nhiều ngày liên tục mà không có thức ăn hoặc nơi trú ẩn trong các chuyến tàu chở hàng mở; sau đó buộc phải hành quân lần nữa ở đầu kia đến trại mới. Những người tụt lại phía sau hoặc ngã xuống đã bị bắn. Cuộc tuần hành tử thần lớn nhất diễn ra vào tháng 1/1945. Chín ngày trước khi Hồng quân Liên Xô tiến đến các trại tập trung Auschwitz, người Đức đã đưa 56.000 tù nhân ra khỏi trại hướng về phía Wodzislaw, cách đó 35 dặm, tại đó họ được đưa vào tàu chở hàng đến các trại khác. Khoảng 15.000 người đã chết trên đường đi.
Các cuộc tuần hành trước đó của các tù nhân, còn được gọi là "cuộc tuần hành tử thần", bao gồm những người vào năm 1939 ở tỉnh Lublin của Ba Lan và năm 1942 tại Reichskommissariat Ukraine.